# Mareuil-sur-Ay
Mareuil-sur-Ay ist eine Ortschaft und eine ehemalige französische Gemeinde mit 1.067 Einwohnern (Stand: 1. Januar 2022) im Département Marne in der Region Grand Est (bis 2015: Champagne-Ardenne). Mareuil-sur-Ay liegt im Regionalen Naturpark Montagne de Reims.
Mit Wirkung vom 1. Januar 2016 wurden die bisherigen Gemeinden Ay, Bisseuil und Mareuil-sur-Ay zu einer Commune nouvelle mit dem Namen Aÿ-Champagne zusammengeschlossen und verfügen in der neuen Gemeinde über den Status einer Commune déléguée. Der Verwaltungssitz befindet sich im Ort Ay.

## Bevölkerungsentwicklung
| Jahr      | 1962 | 1968 | 1975 | 1982 | 1990 | 1999 | 2008 |
| Einwohner | 1128 | 1192 | 1075 | 1159 | 1277 | 1219 | 1184 |

## Sehenswürdigkeiten
- Schloss Mareuil, gebaut 1771–1774 (Monument historique)
- Kirche Saint-Hilaire (11.–16. Jahrhundert, Monument historique)

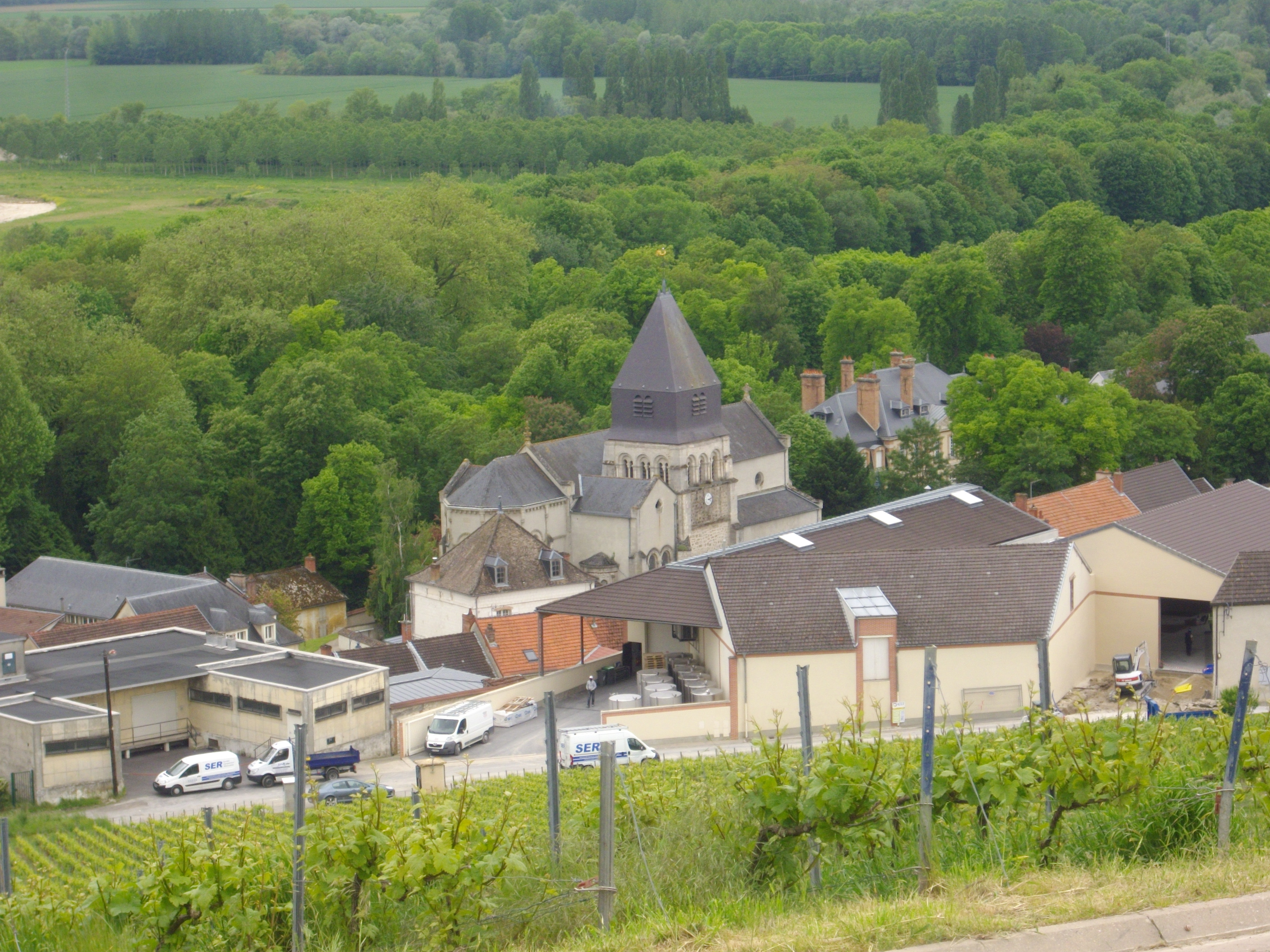
Kirche Saint-Hilaire
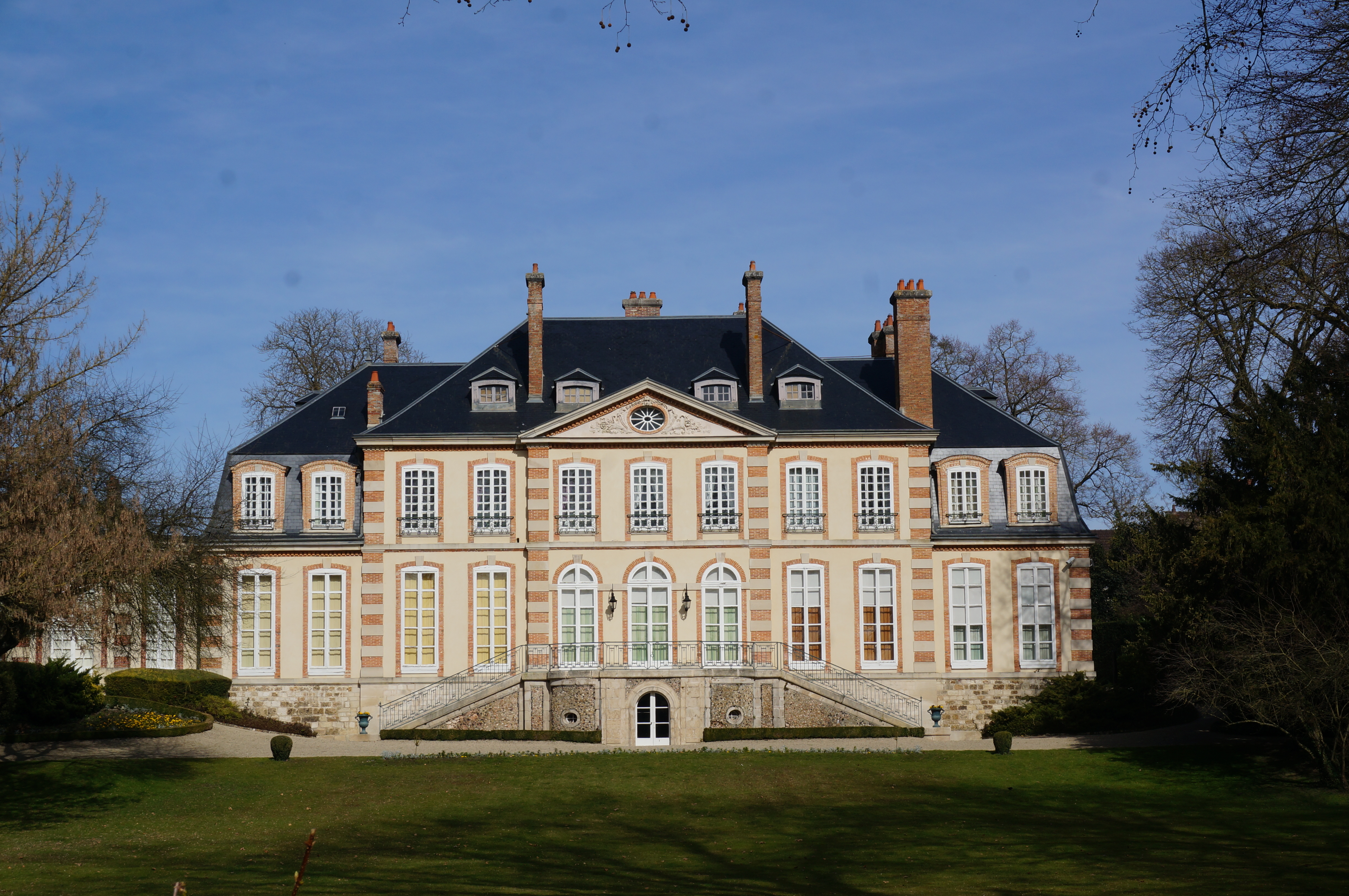
Schloss Mareuil
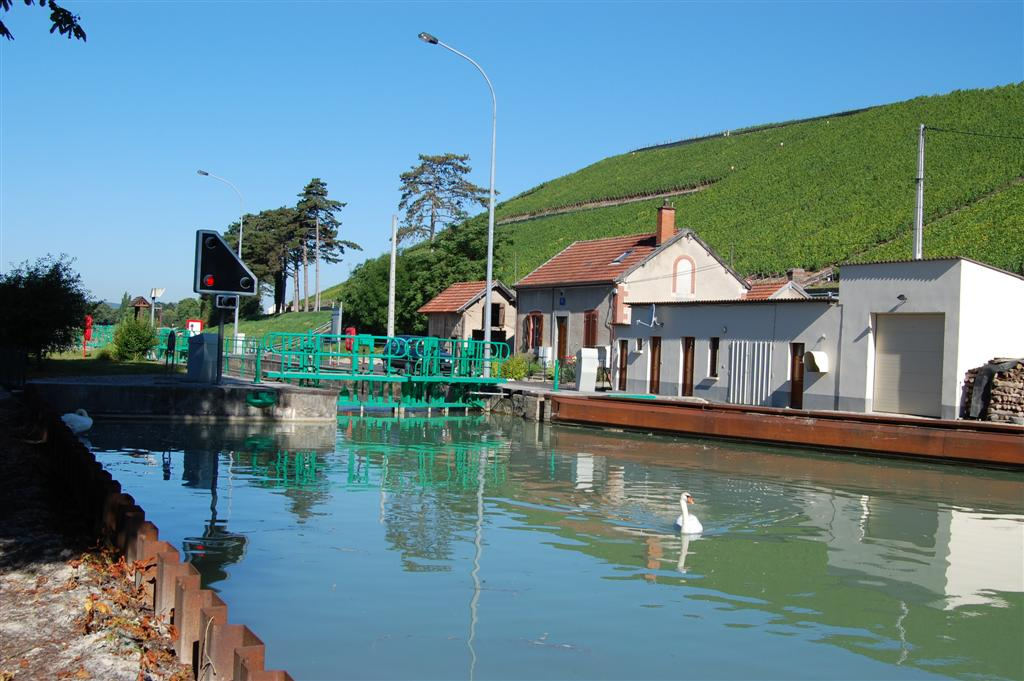
Schleuse am Marne-Seitenkanal